# Estêvão Dragutino
Estêvão Dragutino Nemânica, em sérvio cirílico Стефан Драгутин Немањић, também Stefan Dragutin (1253 – 12 de março de 1316) foi rei da Sérvia de 1276 a 1282, rei da Sírmia de 1282 a 1316 soberano da dinastia Nemânica, filho de Estêvão Uroš I e de Helena de Anjou. Ele teve dois filhos: Vladislau e Urosica.